# Sedlice (okres Prešov)
Sedlice jsou obec na východním Slovensku v okrese Prešov. Žije zde 979 obyvatel. V roce 2014 zde žilo 1 057 obyvatel. První písemná zmínka o obci pochází z roku 1330.

## Poloha
Obec se nachází v údolí přítoků potoka Sopotnice, v nadmořské výšce 428 metrů,
na jižním okraji Šarišské vrchoviny, pod hřebenem Černé hory s dominantou Roháčky (1029 m n. m.). Katastr obce tvoří rozhraní mezi územím regionů Šariše a Spiše. Je jednou z obcí mikroregionu Černá hora. Zdejší podhorský kraj maloval i akademický malíř Anton Sučka.

## Geografie

### Obecná charakteristika
Území obce Sedlice leží v soustavě alpsko-himálajské, v podsoustavě Karpaty, v provincii Západní Karpaty. Toto území po geomorfologickému stránce spadá do dvou subprovincií. Severní část katastru Sedlice je součástí subprovincie Vnější Západní Karpaty, oblasti Podhôľno-magurské, celku Šarišská vrchovina a části Sedlická brázda. Jižní polovina katastru je součástí subprovincie Vnitřní Západní Karpaty, oblasti Slovenské rudohoří, celku Černá hora a podcelku Sopotnické vrchy.

### Vodní toky
Přes obec protéká Sedlický potok, do kterého se v obci zleva vlévá Viselec a zprava krátký přítok přitékající ze západu. Sedlický potok se vlévá asi 1 km jižně od obce, v lokalitě Pri Olajošovi, do potoka Sopotnice, který je vodním tokem místního významu. V létě je oblíbeným místem relaxace zdejších obyvatel, vyjma okolí Sopotnického potoka, také blízká řeka Hornád a Ružínská přehrada, kde se dá vypůjčit člun a rybařit. Vodní plocha není vhodná ke koupání.

## Galerie

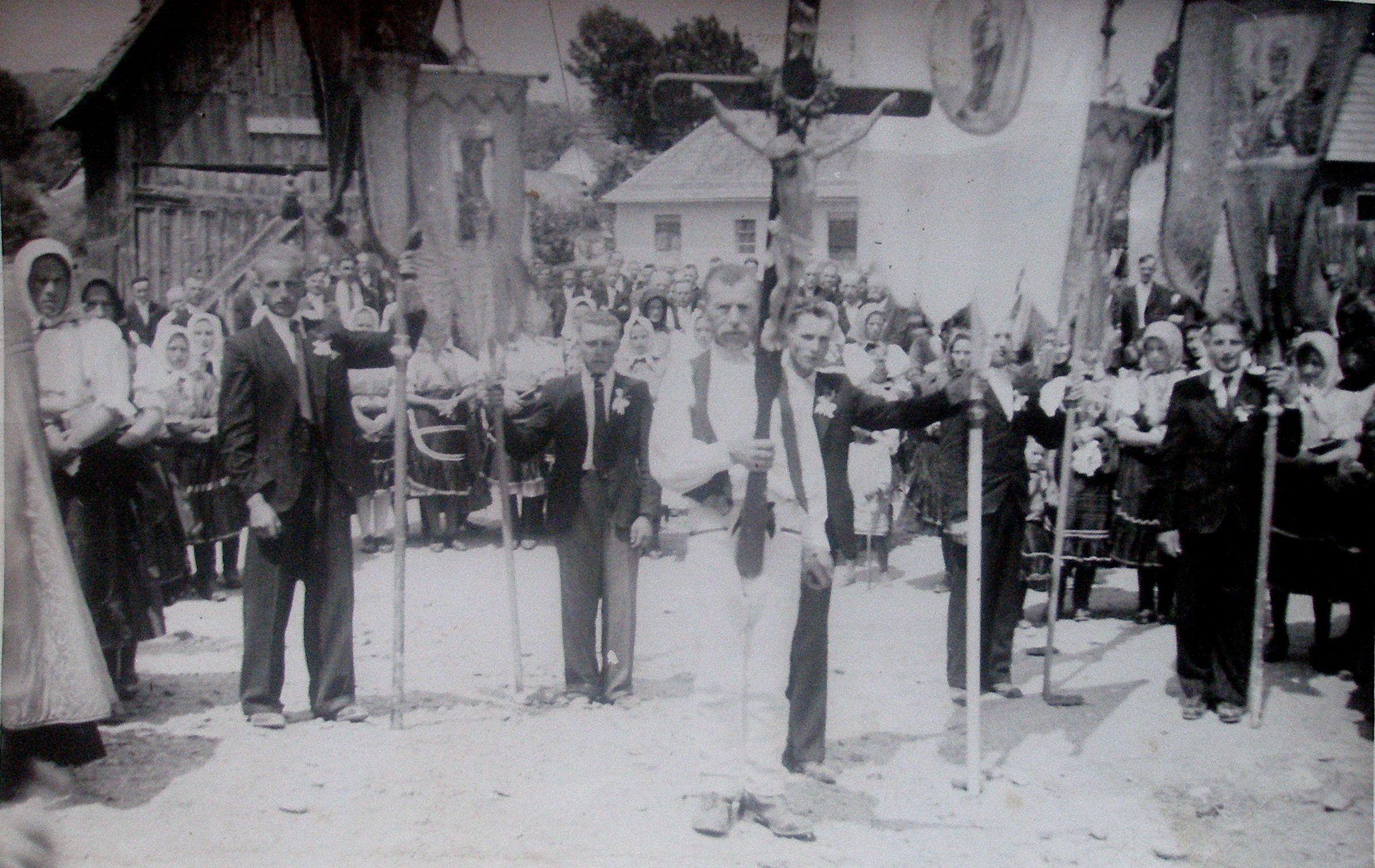
Procesí věřících poblíž hasičské zbrojnice, rok 1942
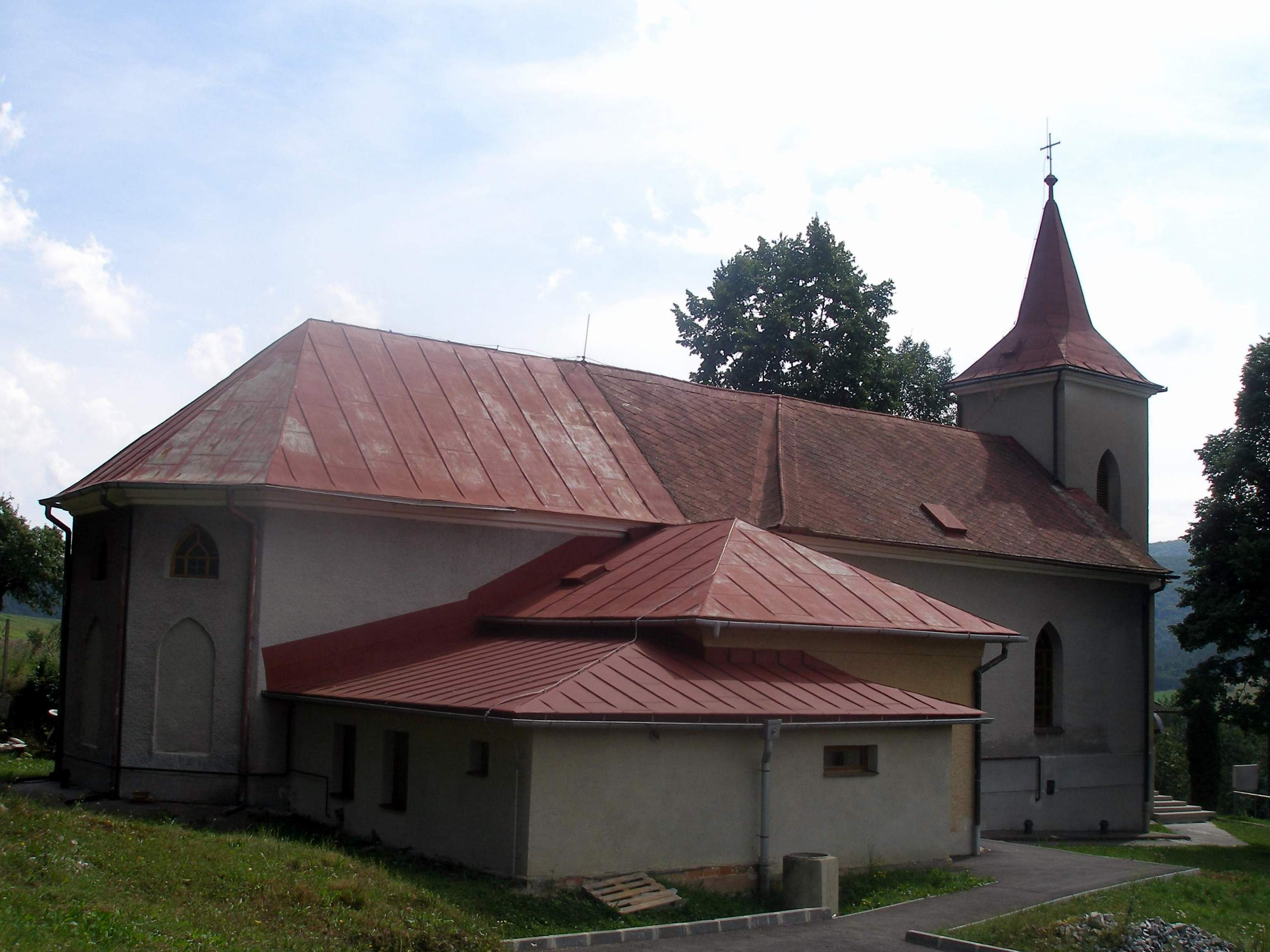
Kostel z roku 1859
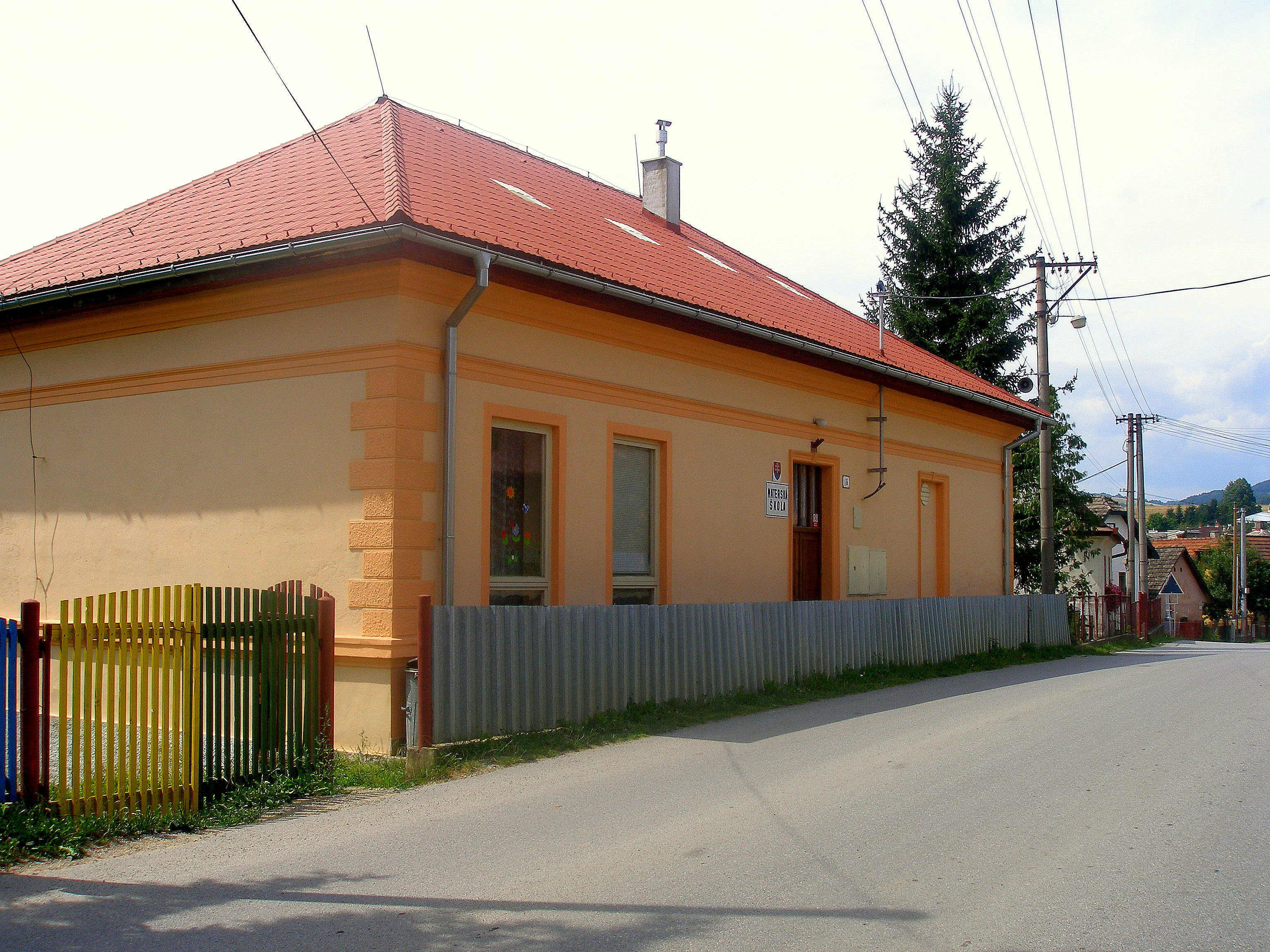
Původní, historicky první budova obecní školy
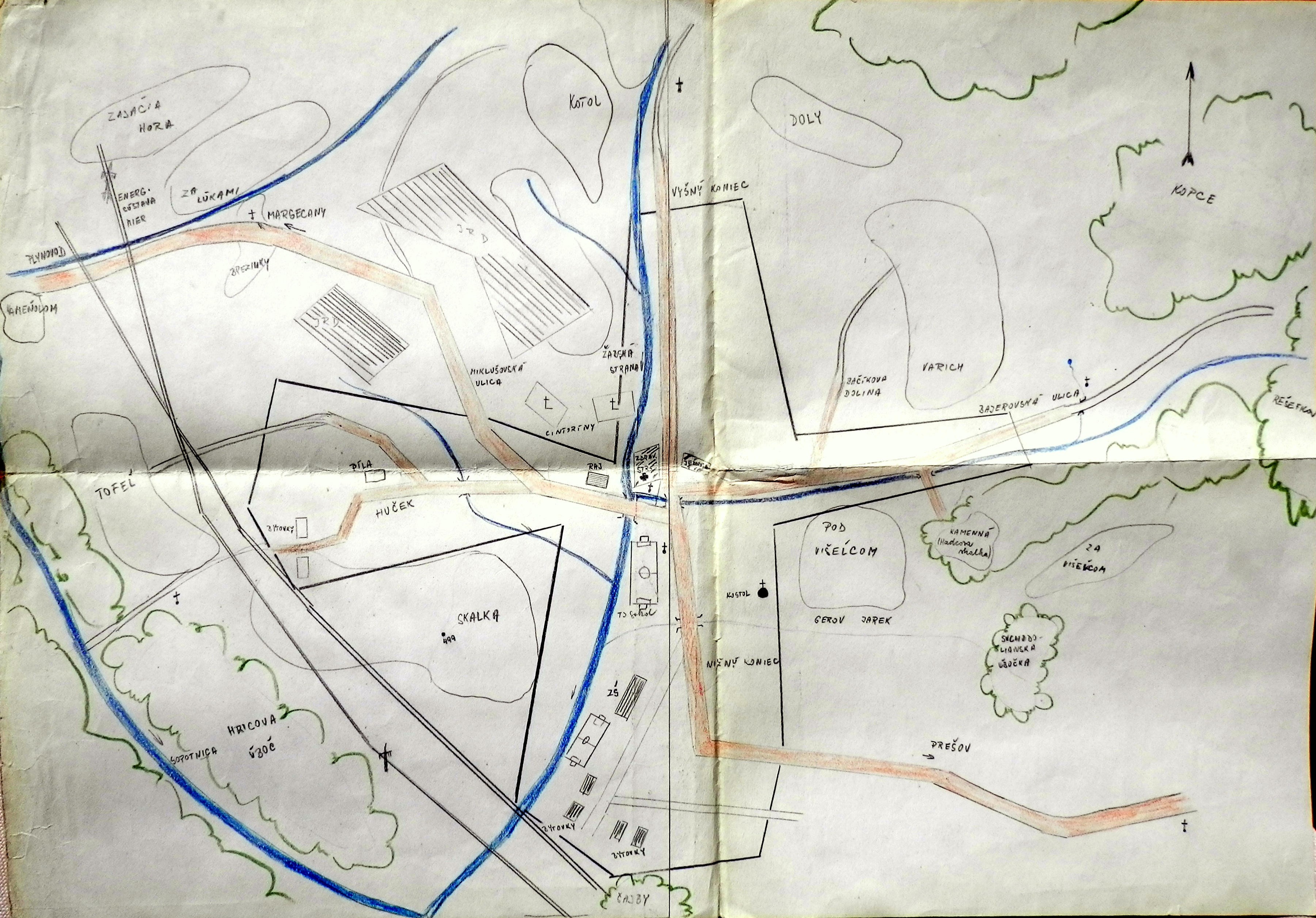
Nákres plánu katastru obce Sedlice z roku 1979